# (71489) Dynamocamp
(71489) Dynamocamp est un astéroïde de la ceinture principale.

## Description
(71489) Dynamocamp est un astéroïde de la ceinture principale. Il fut découvert le 4 février 2000 à San Marcello Pistoiese par Luciano Tesi et Maura Tombelli. Il présente une orbite caractérisée par un demi-grand axe de 3,15 UA, une excentricité de 0,13 et une inclinaison de 0,8° par rapport à l'écliptique.

## Compléments